# Georges Félix
Pour les articles homonymes, voir Félix.
Georges (Maurice, Julien) Félix, né le 24 octobre 1919 à Besançon (Doubs) et mort exécuté le 5 septembre 1944 dans la même ville, est un résistant français,.
Ingénieur textile, il entre dans la résistance ; le 5 septembre 1944, après une mission de ravitaillement, il est arrêté, avec quatre de ses camarades, près de la forêt de Chailluz. Interrogé dans une ferme, le groupe est rapidement exécuté,,. Reconnu mort pour la France à titre militaire le 2 janvier 1945,, homologué aspirant FFI,,, son nom est cité dans l'église de Berthenicourt ainsi que sur le monument aux morts de Besançon et à Notre-Dame de la Libération.